# Adriana Mathis
Adriana Mathis (* 12. August 1994 in Feldkirch) ist eine österreichische Radsportlerin und mehrfache Staatsmeisterin und Weltmeisterin im Einer-Kunstradfahren.

## Werdegang
Adriana Mathis ist seit 1999 im Kunstradfahren aktiv.
Sie startet für den Radsportverein ARBÖ RC 11er Meiningen.
Bei den Hallenradsport-Weltmeisterschaften 2012 wurde sie Dritte im Einer-Kunstradfahren, 2013 Dritte im Mixed Zweier und 2014 in Tschechien Vize-Weltmeisterin im Einer-Kunstradfahren.
2015 gewann die 21-Jährige in Johor (Malaysia) den Titel der Weltmeisterin im Einer-Kunstfahren. 
Kurz vor der geplanten Titelverteidigung 2016 zog sie sich einen Kreuzbandriss zu.

Bei den österreichischen Meisterschaften 2017 wurde sie in Höchst Zweite hinter Julia Walser. Bei den Hallenradsport-Weltmeisterschaften 2017 in Dornbirn holte sich die 23-Jährige im November die Bronzemedaille im Kunstradfahren-Einer.
Sie lebt nahe der Schweizer Grenze in Meiningen, wird trainiert von ihrer Mutter Sabine Mathis und betreut vom österreichischen Nationaltrainer Günter Nicolussi.
Ihre Spitznamen sind Adi oder Nani.

## Erfolge im Kunstradfahren
2017
- Österreichische Vize-Meisterin
- Weltmeisterschaft Einer

2015
- Weltmeisterin Einer-Kunstradfahren

2014
- Vize-Weltmeisterin Einer-Kunstradfahren

2013
- Weltmeisterschaft Mixed Zweier

2012
- Weltmeisterschaft Einer-Kunstradfahren
- Vize-Europameisterin Junioren
- Österreichische Jugendmeisterin

2011
- 3. Rang Europameisterschaft Junioren
- Österreichische Jugendmeisterin

2009–2010
- 2 × Österreichische Jugendmeisterin

2005–2008
- 4 × Österreichische Schülermeisterin